# Ричборо (Пенсільванія)
Ричборо (англ. Richboro) — переписна місцевість (CDP) в США, в окрузі Бакс штату Пенсільванія. Населення — 6443 особи (2020).

## Географія
Ричборо розташоване за координатами 40°13′32″ пн. ш. 74°59′35″ зх. д. / 40.22556° пн. ш. 74.99306° зх. д. (40.225470, -74.993015).  За даними Бюро перепису населення США в 2010 році переписна місцевість мала площу 11,41 км², з яких 11,34 км² — суходіл та 0,07 км² — водойми.

## Демографія
Згідно з переписом 2010 року, у переписній місцевості мешкали 6563 особи в 2209 домогосподарствах у складі 1871 родини. Густота населення становила 575 осіб/км².  Було 2280 помешкань (200/км²).
Расовий склад населення:
| - 95,4 % — білих - 3,1 % — азіатів - 0,4 % — чорних або афроамериканців - 0,1 % — корінних американців |

До двох чи більше рас належало 0,7 %. Частка іспаномовних становила 1,2 % від усіх жителів.
За віковим діапазоном населення розподілялося таким чином: 23,8 % — особи молодші 18 років, 59,7 % — особи у віці 18—64 років, 16,5 % — особи у віці 65 років та старші. Медіана віку мешканця становила 45,6 року. На 100 осіб жіночої статі у переписній місцевості припадало 94,7 чоловіків;  на 100 жінок у віці від 18 років та старших — 91,5 чоловіків також старших 18 років.
Середній дохід на одне домашнє господарство  становив 134 894 долари США (медіана — 117 130), а середній дохід на одну сім'ю — 149 078 доларів (медіана — 127 047). Медіана доходів становила 85 250 доларів для чоловіків та 61 989 доларів для жінок. За межею бідності перебувало 1,1 % осіб, у тому числі 0,0 % дітей у віці до 18 років та 3,2 % осіб у віці 65 років та старших.
Цивільне працевлаштоване населення становило 3278 осіб. Основні галузі зайнятості: освіта, охорона здоров'я та соціальна допомога — 24,6 %, науковці, спеціалісти, менеджери — 15,0 %, роздрібна торгівля — 12,8 %.